# Hochstaudenflur

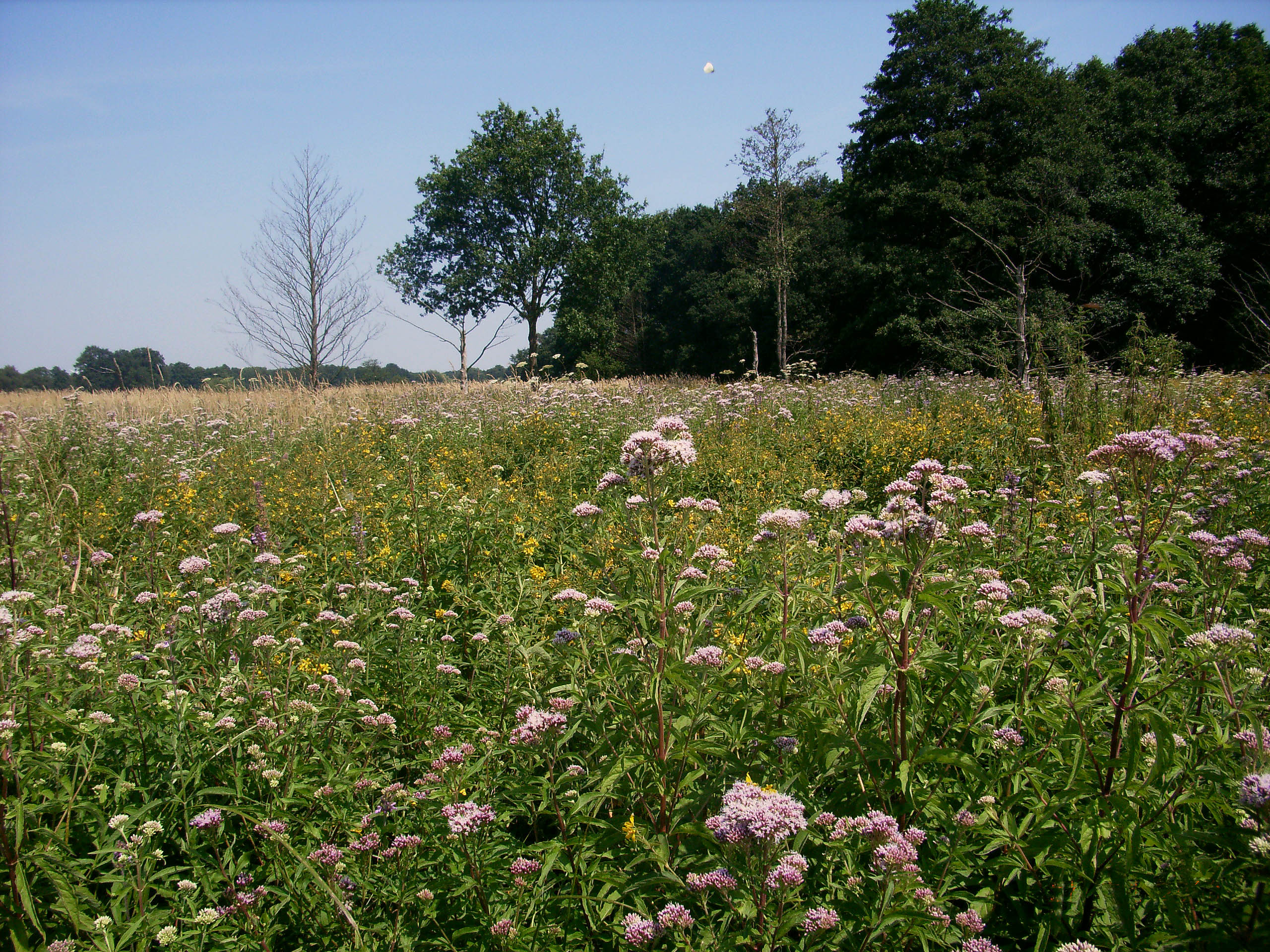
Hochstaudenflur mit Wasserdost und Gilbweiderich, wichtiges Nahrungshabitat für Schmetterlinge, Nordwestdeutschland.

Hochstauden- und Lägerfluren sind von hoch wachsenden, mehrjährigen krautigen Pflanzen bestandene Flächen. Sie kommen in den meisten Landschaften verstreut, aber meist nur kleinflächig vor.

## Entstehung, Standortverhältnisse
Hochstaudenfluren wachsen auf Böden, die reich an Nährstoffen, vor allem an Stickstoff, und in der Regel basenreich sind. Dies können von Natur aus nährstoffreiche Böden sein, meist finden sie sich aber auf Flächen, die durch Düngung mit Nährstoffen angereichert wurden. Natürliche Hochstaudenfluren finden sich nur sehr kleinflächig und fast ausschließlich im Gebirge, an der Waldgrenze, in Lawinenbahnen oder entlang von Bachufern. Die meisten, im Flachland quasi alle, sind aber unter Einwirkung des Menschen entstanden. Typischerweise sind Hochstaudenfluren Brachestadien, die sich einstellen, nachdem eine landwirtschaftliche Bodennutzung eingestellt wurde. So sind in der Regel die nassen Hochstaudenfluren aus ehemaligen Feuchtwiesen entstanden. Sie können aber auch ohne vorangegangene Nutzung entstehen, wenn nährstoffreiche Böden ohne regelmäßigen Wiesenschnitt oder Bodenbearbeitung der natürlichen Sukzession offenstehen. Dies können z. B. Gewässerufer, Wald- oder Wegränder sein. Ausgedehnte Hochstaudenfluren entstehen aber vor allem auf Trümmerschutt, auf Industriebrachen, entlang von Bahngleisen und an ähnlichen Standorten. Nach lat. „rudus“: Schutt, spricht man hier von ruderalen Hochstaudenfluren. Sehr häufig entstehen Hochstaudenfluren außerdem nach dem Kahlschlag (oder Sturmwurf) von Wäldern. Die sich dann einstellenden Vegetationsbestände werden auch Schlagfluren genannt. An Flussufern können Uferstaudenfluren natürlicherweise als schmales Band in einem Streifen zwischen dem Ufer-Röhricht und dem Auwald eingesprengt sein. Viele ihrer Arten ranken an den Bäumen empor, man spricht deshalb von Schleiergesellschaften.
Viele Hochstaudenfluren sind kurzlebige Übergangsstadien, die vorübergehend bei der Sukzession von niedriger oder offener Vegetation zum Wald auftreten. Manche, z. B. viele Mädesüßfluren, können aber recht dauerhaft sein, weil die konkurrenzstarken Hochstauden die Etablierung von Gehölzkeimlingen längere Zeit unterdrücken können. Bleiben Eingriffe oder Störungen völlig aus, unterliegen aber auch sie, manchmal erst nach Jahrzehnten, der Wiederbewaldung. Unbeeinflusste ruderale Hochstaudenfluren und Schlagfluren unterliegen in der Regel einer raschen Sukzession zum Vorwald. Dauerhafte Bestände gibt es dort, wo (evtl. unregelmäßige oder seltene) Störungen die Entwicklung von Gehölzen dauerhaft verhindern.
Werden Flächen nährstoffreicher Böden dauerhaft, aber mit geringer Schnittfrequenz abgemäht, entstehen Bestände, in denen sich Wiesenpflanzen, vor allem Obergräser, mit moderat schnittverträglichen Stauden mischen. Solche Bestände werden ruderale Wiesen oder auch Brachwiesen genannt. Sie entstehen in der Regel dann, wenn die Mahd nicht aus landwirtschaftlichen Gründen erfolgt, z. B. in Uferstreifen an Gewässern, in sehr extensiv unterhaltenen Grünanlagen oder bei manchen Naturschutzmaßnahmen. Ruderale Wiesen sind Übergangsbestände zwischen Wiesen und Hochstaudenfluren.

## Hochstaudenfluren auf Feuchtstandorten

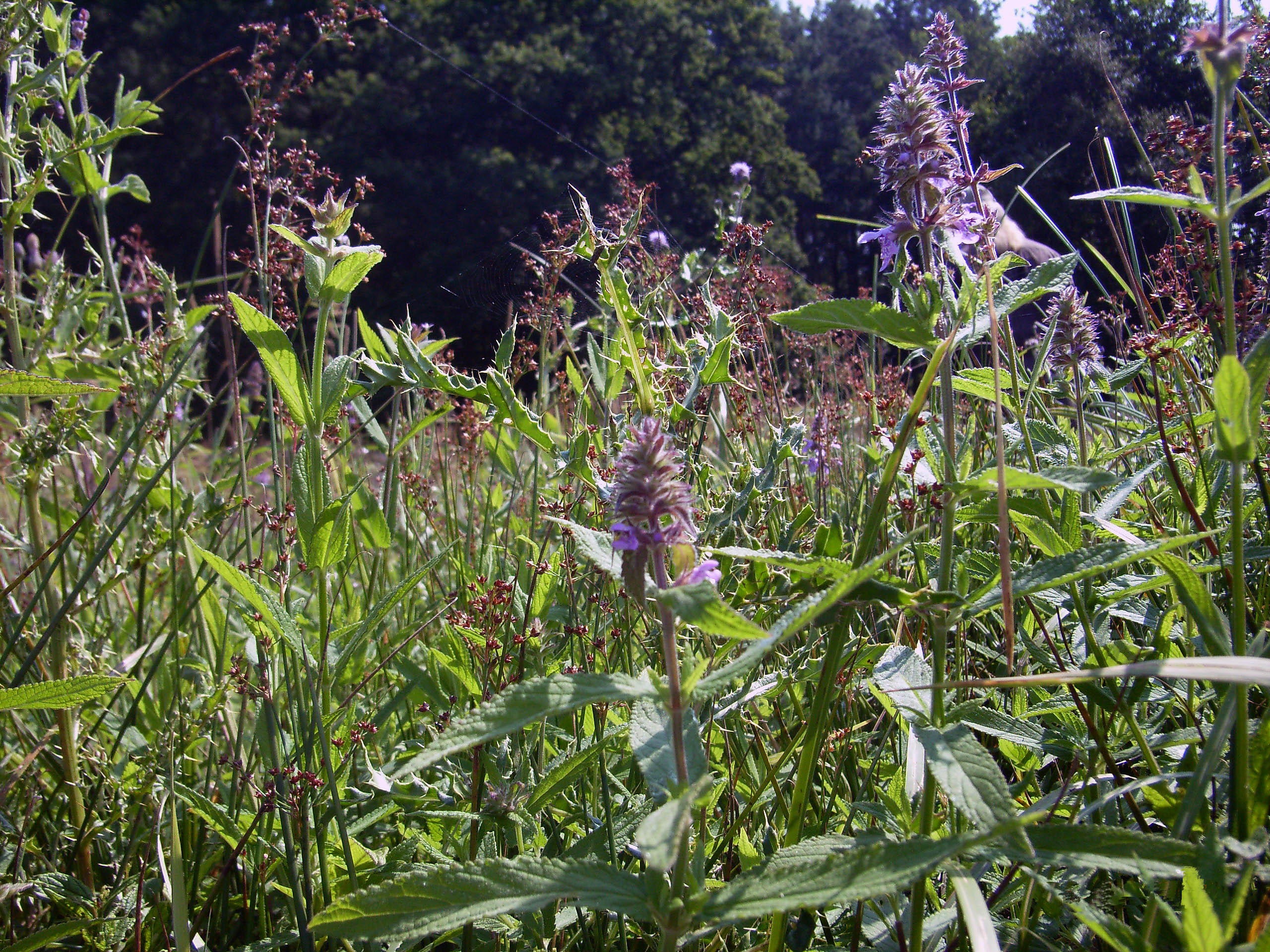
Hochstaudenflur mit Spitzblütiger Binse und Sumpf-Ziest, Nordwestdeutschland

### Mädesüßfluren
Vom Echten Mädesüß beherrschte Staudenfluren finden sich verbreitet auf feuchten, nährstoffreichen Böden mit einem mittleren Grundwasserspiegel in etwa 80 Zentimeter Tiefe. Häufig wachsen sie flächig durch die Nutzungsaufgabe (Brache) auf gedüngten und ungedüngten Feuchtwiesen (Sumpfdotterblumenwiesen, Pfeifengraswiesen) Von der planaren bis zur subalpinen Stufe Mitteleuropas sind die dem Verband der Mädesüß-Hochstaudenfluren (Filipendulion) zuzuordnenden Pflanzengesellschaften verbreitet. Die blütenreiche Vegetation wird typischerweise aus dem Mädesüß (Filipendula ulmaria), Wasserdost (Eupatorium cannabinum), Echtem Baldrian (Valeriana officinalis), Sumpf-Ziest (Stachys palustris), Blutweiderich (Lythrum salicaria), Gilbweiderich (Lysimachia vulgaris), Große Brennnessel (Urtica dioica), Sumpf-Schachtelhalm (Equisetum palustre), Rohrglanzgras (Phalaris arundinacea), Kohldistel (Cirsium oleraceum) gebildet.

## Ruderale Hochstaudenfluren
Hochstaudenfluren auf frischen bis trockenen Böden entsprechen strukturell denjenigen nasser Böden, werden aber aus anderen Arten aufgebaut. Typischerweise sind auch sie artenärmer als Wiesen oder niederwüchsige Brachestadien gleicher Standorte und werden meist aus Dominanzbeständen einer Art gebildet. Im pflanzensoziologischen System werden entsprechende Pflanzengesellschaften der Klasse Artemisietea zugeordnet.

### Brennnessel- und Brennnessel-Giersch-Fluren
Von Großer Brennnessel beherrschte Staudenfluren sind heute sehr häufig und vermutlich die am weitesten verbreiteten Hochstaudenfluren. Sie finden sich in der Regel auf frischen bis feuchten Böden, gern im Halbschatten von Gehölzen (im „Saum“), immer auf sehr stickstoffreichen Böden. Brennnesselfluren sind meist arm an Pflanzenarten. Häufige Begleiter sind Giersch (Aegopodium podagraria), Kälberkropf-Arten (Chaerophyllum sp.) und andere Doldenblütler. Weitere Arten sind Wasserdost (Eupatorium cannabinum) und die rankenden Arten Zaunrübe (Bryonia dioica) und Kletten-Labkraut (Galium aparine). Die häufig beteiligten Holzgewächse Schwarzer Holunder (Sambucus nigra) und Sal-Weide (Salix caprea) zeigen den Übergang zu ruderalen Vorwaldgebüschen (des Verbands Sambuco-Salicion capreae), in die Brennnesselfluren häufig übergehen.

### Neophyten-reiche Hochstaudenfluren
In Städten, entlang von Bahnstrecken oder auf Industriebrachen sind Hochstaudenfluren verbreitet, in denen aus anderen Kontinenten eingeschleppte und eingebürgerte Arten (Neophyten) vorherrschen. Häufig sind etwa Bestände aus den Goldruten-Arten Riesen-Goldrute (Solidago gigantea) und Kanadische Goldrute (Solidago canadensis) bzw. aus den Staudenknöterichen Japanischer Staudenknöterich (Fallopia japonica) und Sachalin-Staudenknöterich (Fallopia sachalinensis) oder dem Indischen Springkraut (Impatiens glandulifera). Entsprechende Bestände finden sich aber auch außerhalb der Städte, entlang von Flussufern, manchmal auch auf Wiesen- oder Ackerbrachen. Vor allem an Ufern kann ein weiterer Neophyt, der Riesen-Bärenklau (Heracleum mantegazzianum) an ihre Stelle treten.

### Alpine Hochstaudenfluren

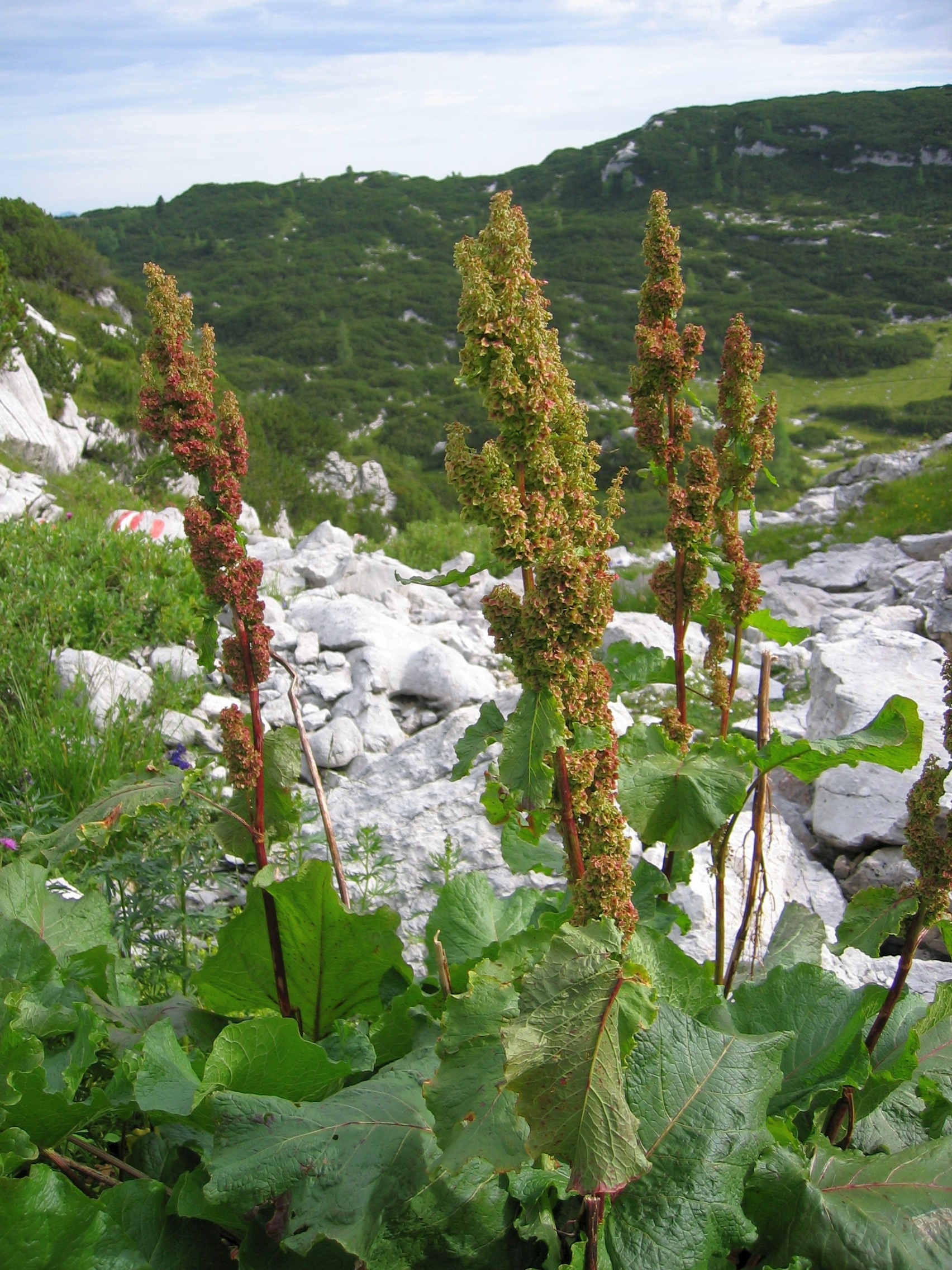
Alpen-Ampfer-Lägerflur (Rumicetum alpini), Dachstein, Österreich

In der alpinen Stufe bis zur Waldgrenze finden sich Alpenampfer-Gesellschaften (Rumicetum alpini), sogenannte Lägerfluren. Es sind sekundäre, stickstoffreiche Hochstaudenfluren, die infolge der Beweidung entstehen. Das tagsüber verstreute Vieh wird abends im Lager zusammengetrieben und gibt hier bevorzugt Kot und Harn ab, wodurch kleine Flächen stark aufgedüngt werden. Lägerfluren werden aus Pflanzenarten gebildet, welche vom Weidevieh verschmäht werden. Der Blühaspekt wird vor allem geprägt durch: Blauer Eisenhut (Aconitum napellus), Grauer Alpendost (Adenostyles alliariae), Alpen-Ampfer (Rumex alpinus) u. a.
Alpine Lägerfluren an Bergrippen oder Hangterrassen verdanken ihr Vorkommen aber auch Steinböcken, Gämsen oder Rothirschen, die bevorzugt an solchen Stellen ruhen und meist in der Nähe ihres Lagers ihren Kot absetzen.

## Gefährdung und Schutz
Feuchte Hochstaudenfluren sind gemäß der FFH-Richtlinie (92/43/EWG), deren Ziel ein zusammenhängendes Netzwerk von Biotopen ist, besonders geschützte Lebensraumtypen (NATURA 2000-Code: 6430).

## Einzelbelege
1. ↑  Fred Kurt: Das Reh in der Kulturlandschaft Ökologie, Sozialverhalten, Jagd und Hege. Kosmos Verlag, Stuttgart 2002, ISBN 3-440-09397-2, S. 45
2. ↑  NATURA 2000-Code: 6430. Feuchte Hochstaudensäume der planaren bis alpinen Höhenstufe inkl. Waldsäume. in Bundesamt für Naturschutz: Verzeichnis der in Deutschland vorkommenden Lebensraumtypen des europäischen Schutzgebietssystems NATURA 2000 (Abfrage: 20. März 2018)